# 早禱崇拜
早禱崇拜（Morning Prayer）是聖公會日常禮讚中的崇拜禮儀之一，於早上舉行。聖公會的早禱源於中世紀的修道院禱告傳統，而禮儀來自公禱書。而主領者不必由聖品負責，可由平信徒作司禱帶領整個早禱。
在英國宗教改革時期，克藍瑪大主教在制訂公禱書的日常禮讚時，將前天主教會的日課中的夜課（Matins）、晨課及第一時辰合併成早禱崇拜。

## 禮儀
早禱崇拜與晚禱崇拜（Evening Prayer 或 Evensong）的程序結構一致，主要為詩篇、經課、聖頌及祈禱，只是內容上有分別。早禱崇拜用的聖頌為讚美頌（Te Deum） 或萬物頌（Benedicite, opera omnia）及以色列頌（Benedictus）或歡呼頌（Jubilate Deo，即詩篇100篇）。

## 外部連結
- 香港聖公會 日常禮讚 晚禱禮文 第二式 （页面存档备份，存于）